# Schweizer Filmpreis/Bester Kurzfilm
Sämtliche Gewinner des Schweizer Filmpreises in der Kategorie Bester Kurzfilm sind:
| Jahr | Preisträger                     | für den Film                                    | Nominierungen |
| ---- | ------------------------------- | ----------------------------------------------- | --- |
| 1998 | Samir                           | Angélique                                       | Nicolas Frey für Et ils eurent beaucoup d'enfants Thomas Thümena für Nachtwache Esen Işık für Ölmeye Yatmak – Und sie legte sich zum Sterben nieder Elie Khalifé und Alexandre Monnier für Taxi Service        |
| 1999 | Stina Werenfels                 | Pastry, Pain and Politics                       | Frédéric Choffa für A Nedjad Pascal Magnin für Contrecoup Dominik Scherrer für Hell for Leather Andrea Štaka für Hotel Belgrad                                                                                 |
| 2000 | Esen Işık                       | Babami Hirsizlar Caldi                          | Barbara Kulcsar für Blush Zoltán Horváth für Carcasses et crustacés Georges Schwizgebel für Fugue Mano Khalil für Triumph of Iron                                                                              |
| 2001 | Anna Luif                       | Summertime                                      | Fernand Melgar für L'arrivée François Rossier für Château de sable Alice Schmid für Ich habe getötet Vincent Pluss für Tout est bien                                                                           |
| 2002 | Georges Schwizgebel             | La jeune fille et les nuages                    | Ursula Meier für Tous à table Oliver Paulus und Stefan Hillebrand für Die Wurstverkäuferin Rolando Colla für Einspruch II Esen Işık für Reise ohne Rückkehr                                                    |
| 2003 | Pierre Monnard                  | Swapped                                         | Fernand Melgar für Le combat Benjamin Kempf für Exit Andreas Müller für Joshua Zoltán Horváth für Nosfératu Tango                                                                                              |
| 2004 | Frédéric Mermoud                | L'escalier                                      | Rolando Colla für Einspruch III Ruxandra Zenide für Green Oaks Pierre-Yves Borgeaud für Interface Steven Hayes für Meyers                                                                                      |
| 2005 | Alexander Meier                 | Chyenne                                         | Nicole Borgeat für Demain j'arrête Germinal Roaux für Des tas des choses Tom Gerber für Fledermäuse im Bauch Claudia Lorenz für Hoi Maya                                                                       |
| 2006 | Peter Volkart                   | Terra incognita                                 | Ulrich Schaffner für Frohe Ostern Micha Lewinsky für Herr Goldstein Anthony Vouardoux und Tania Zambrano-Ovalle für La limace Pascal Bergaminr für Staila crudanta                                             |
| 2007 | Alex E. Kleinberger             | Feierabend                                      | Steve Walker für Aschenbrüder Michael Koch für Beckenrand Carmen Stadler für Nachtflattern Frédéric Mermoud für Rachel                                                                                         |
| 2008 | Reto Caffi                      | Auf der Strecke                                 | Frédéric Mermoud für Le créneau Daniel Zimmermann für Lauberhornrennen im Sommer Hicham Alhayat für Il neige à Marrakech Tobias Nölle für René                                                                 |
| 2009 | Lorenz Merz                     | Un día y nada                                   | Pierre-Adrian Irlé und Valentin Rotelli für Big Sur Marc Schippert für Gehrig kommt Ivana Lalovic für Ich träume nicht auf Deutsch Peter Volkart für Monsieur Sélavy Lorenz Merz für Un día y nada             |
| 2010 | Chris Niemeyer                  | Las Pelotas                                     | Basil da Cunha für À côté Thaïs Odermatt für Nid hei cho Irene Ledermann für Schonzeit Ivana Lalovic für Zahn um Zahn                                                                                          |
| 2011 | Anthony Vouardoux               | Yuri Lennon's Landing on Alpha 46               | Peter Luisi für Die Praktikantin Ramon & Pedro für Le miroir Ivana Lalovic für Little Fighters Géraldine Zosso für Mak                                                                                         |
| 2012 | Esen Işık                       | Du & Ich                                        | Corina Schwingruber Ilić für Baggern Maria Nicollier für Chasse à l'âne Lionel Baier für Emile de 1 à 5 Jan Czarlewski für L'ambassadeur & moi                                                                 |
| 2013 | Rolando Colla                   | Einspruch VI                                    | Bettina Oberli und Antoine Jaccoud für Déposer les enfants Frédéric Mermoud für Du contrat social Fulvio Bernasconi für Goal Basil Da Cunha für Os vivos tambem choram                                         |
| 2014 | Benny Jaberg                    | The Green Serpent                               | Michele Pennetta für 'A iucata Filippo Demarchi für 17 anni Maria-Elsa Sgualdo für Man kann nicht alles auf einmal tun, aber man kann alles auf einmal lassen David Maye und Tristan Aymon für Sortie de route |
| 2015 | Christophe Saber                | Discipline                                      | Jenna Hasse für En août Jean-Stéphane Bron für La petite leçon de cinéma: le documentaire Jean-Guillaume Sonnier für Petit homme Ursula Meier für Tišina Mujo                                                  |
| 2016 | Ursula Meier                    | Kacey Mottet Klein, Anfänge eines Schauspielers | Alice Fargier für Le mur et l’eau Peter Volkart für Subotika, Land of Wonders Andreas Fontana für Pedro M., 1981 Nikola Ilic und Corina Schwingruber Ilić für Just Another Day in Egypt                        |
| 2017 | Marc Raymond Wilkins            | Bon Voyage                                      | Sophie Perrier für Le Don Josua Hotz für Nirin Jan Czarlewski für Opération Commando |
| 2017 | Timo von Gunten                 | La Femme et le TGV                              | Sophie Perrier für Le Don Josua Hotz für Nirin Jan Czarlewski für Opération Commando |
| 2018 | Jan-Eric Mack                   | Facing Mekka                                    | Matteo Gariglio für En la boca Corina Schwingruber Ilić und Thomas Horat für Ins Holz Nikola Ilić für Rakijada Justin Stoneham für Rewind Forward                                                              |
| 2019 | Corina Schwingruber Ilić        | All Inclusive                                   | Katia Scarton-Kim für Bacha Posh Zoel Aeschbacher für Bonobo Flurin Giger für Schächer Lora Mure-Ravaud für Valet noir                                                                                         |
| 2020 | nicht vergeben                  |                                                 | |
| 2021 | Güzin Kar                       | Deine Strasse                                   | Roman Hodel für Das Spiel Elene Naveriani für Red Ants Bite Tristan Aymon für Trou noir Jean-Guillaume Sonnier für Tuffo                                                                                       |
| 2022 | Jela Hasler                     | Über Wasser                                     | Juliette Riccaboni für Cavales Luka Popadić für Real News Loïc Hobi für The Life Underground Kevin Haefelin für Trumpet                                                                                        |
| 2023 | Juliana Fanjul und Rachel M’Bon | Je suis Noires                                  | Benoît Monney für Action Aurélie Oliveira Pernet für As Sacrificadas Zoel Aeschbacher für Fairplay Katia Scarton-Kim für Imani                                                                                 |
| 2024 | Jela Hasler                     | La gravidité                                    | Juliette Riccaboni für Le fils du chasseur Kayije Kagame und Hugo Radi für Night Shift Kantarama Gahigiri für Terra Mater Kevin Haefelin für The Fuse                                                          |
| 2025 | Elena López Riera               | Las novias del sur                              | Christine Wiederkehr für 7 Fois Alan Sahin für Im Stau Naomi Pacifique für Looking She Said I Forget Michèle Flury für Waking Up In Vegas                                                                      |